# Pfarrkirche Gattendorf (Burgenland)

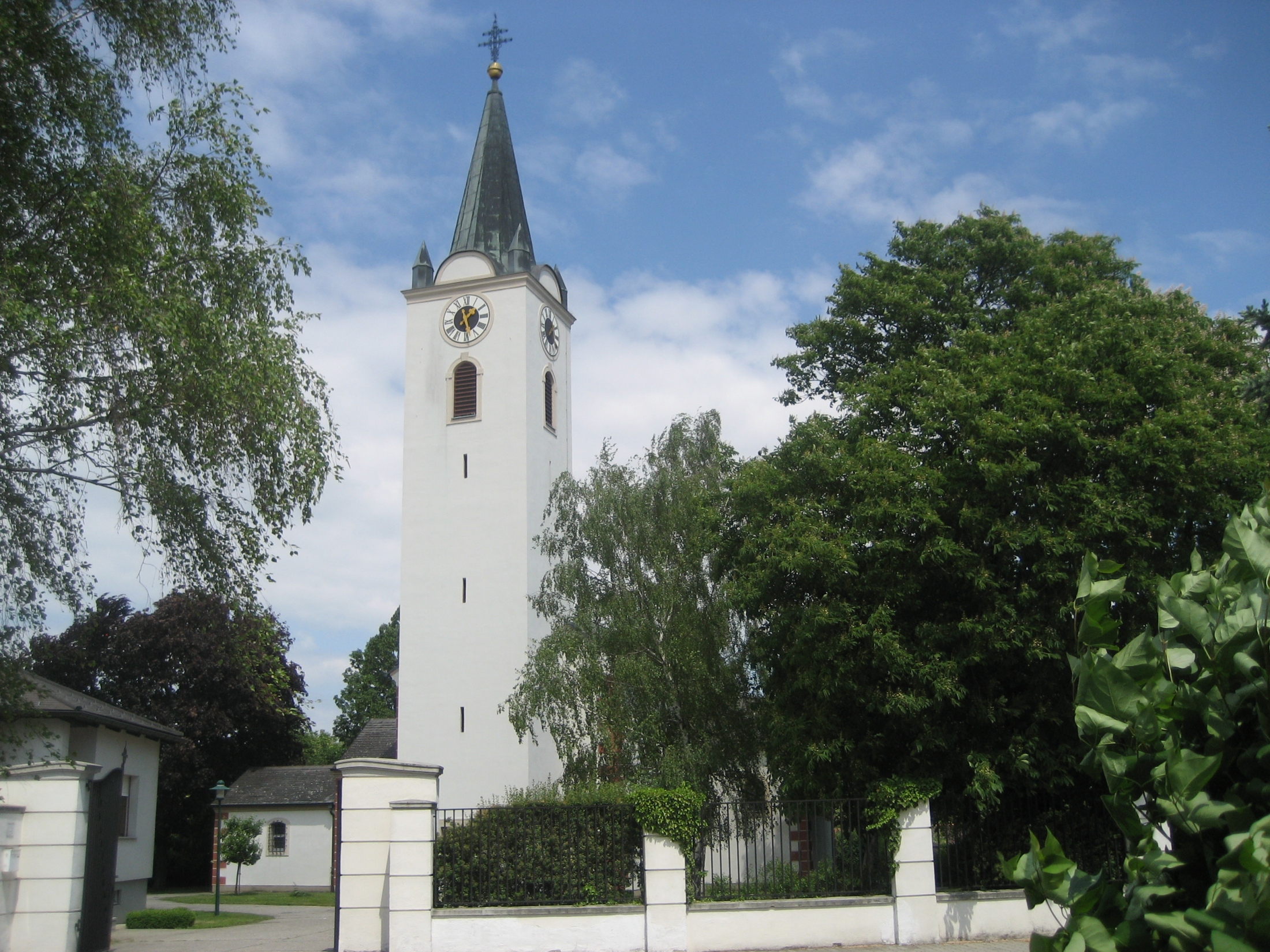
Kath. Pfarrkirche Hl. Dreifaltigkeit in Gattendorf

Die römisch-katholische Pfarrkirche Gattendorf steht in der Gemeinde Gattendorf im Bezirk Neusiedl am See im Burgenland. Sie ist der Heiligen Dreifaltigkeit geweiht und gehört zum Dekanat Neusiedl am See in der Diözese Eisenstadt. Das Bauwerk steht unter Denkmalschutz.

## Geschichte
Der Kirchenbau ist mittelalterlich. Die Pfarre wurde bereits vor der Reformation gegründet und vor 1626 wiedererrichtet. In der zweiten Hälfte des 17. Jahrhunderts wurde die Kirche barockisiert. Eine moderne Erweiterung und Restaurierung erfolgte in den Jahren 1977 bis 1978.

## Kirchenbau
Kirchenäußeres
Die Kirche ist ein mittelalterlicher rechteckiger Bau mit eingezogenem quadratischem Chor. An der Südwestseite des Langschiffes schließt ein Kirchturm mit Schlitzfenstern und einem achteckigen steinernen Pyramidenhelm an. An das mittlere Langhausjoch sind Seitenkapellen angebaut. Am Chor sind Teile des romanischen Portals und der frühgotischen Fenster freigelegt worden.
Kircheninneres
Das dreijochige Kirchenschiff ist tonnengewölbt mit Stichkappen. Die Empore mit vorgelagerter Brüstung lagert auf einem breiten Bogen. Das Kirchenschiff öffnet sich in jeweils einem rundbogigen Durchgang zu den zweijochigen kreuzgratgewölbten Seitenkapellen. Zwischen Chor und Kirchenschiff ist ein hoher Triumphbogen. Über dem Chor ist Kreuzgratgewölbe. Rechts und links schließen moderne Beträume mit Flachdecke an.

## Ausstattung
Der Hochaltar besteht aus einer Mensa mit hohem Tabernakel mit Engeln aus der Zeit um 1780. Darüber ist ein spätbarockes Bild der Heiligen Dreifaltigkeit.
Der linke Seitenaltar wurde in Form eines Kapellenaltars errichtet. Auf einem Podest steht die Schnitzfigur einer Pietà aus dem 18. Jahrhundert. Seitlich stehen vier Engel und zwei barocke Heiligenfiguren die die Heiligen Johannes Nepomuk und Florian darstellen.
Auf der Kanzel aus der ersten Hälfte des 18. Jahrhunderts sind Putten und das gräfliche Wappen der Familie Esterházy dargestellt. Der Taufstein stammt aus dem 17. Jahrhundert. Die barocke Schnitzfigur einer Maria Immaculata stammt aus der ersten Hälfte des 18. Jahrhunderts.
In der rechten Seitenkapelle hängt ein Ölbild im Empirerahmen, das die Heilige Dreifaltigkeit darstellt. Es wurde Mitte des 19. Jahrhunderts eventuell von Károly Lotz gemalt. Das Ölbild der heiligen Elisabeth aus der Zeit um 1900 hängt an der Nordwand des Langschiffes.